# Jakob Leisler

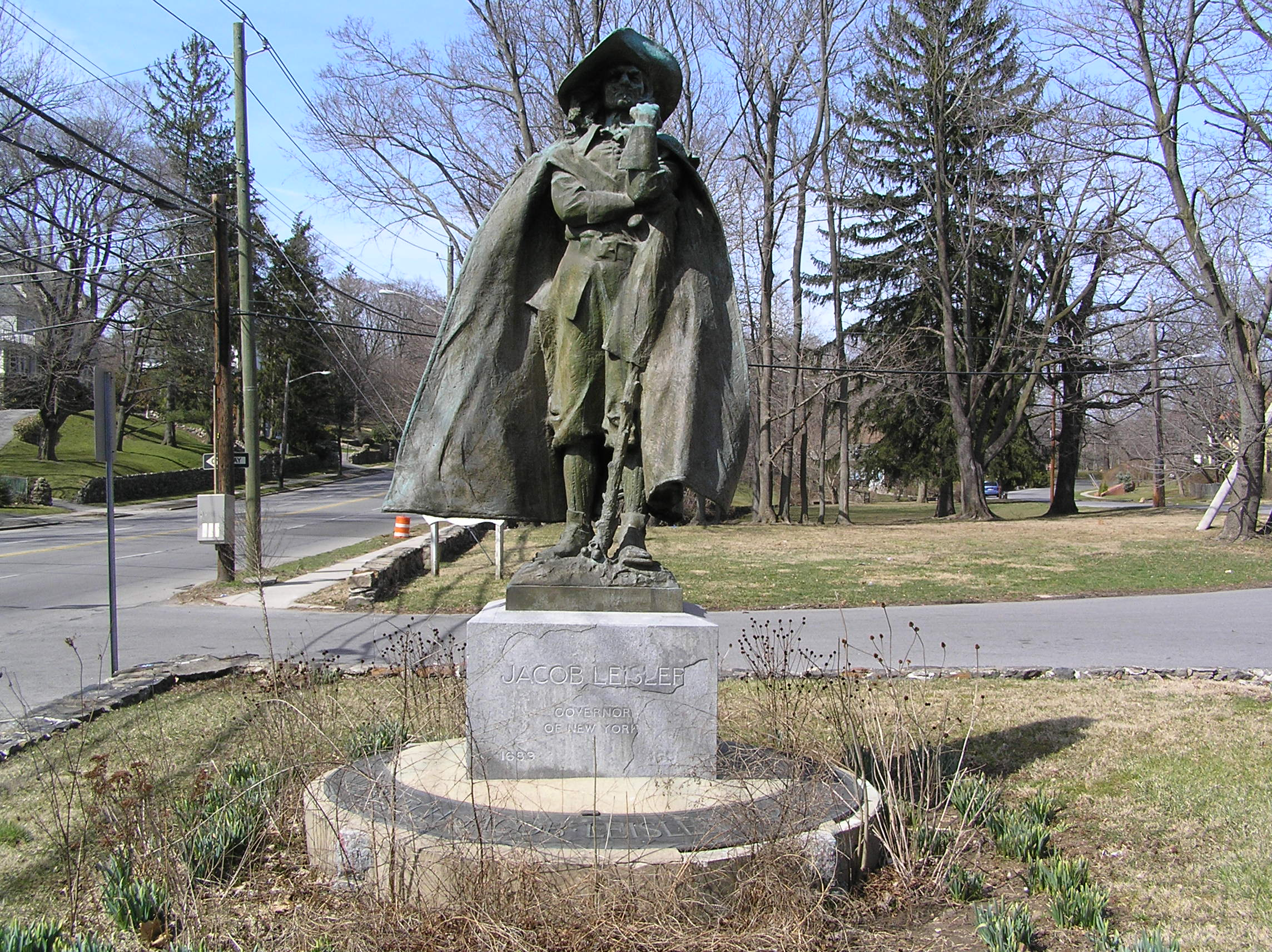
Statue Jacob Leislers an der North Avenue in New Rochelle

Jakob Leisler (* um 1640 in Bockenheim, Grafschaft Hanau (heute zu Frankfurt am Main); † 17. Mai 1691 in New York City) war ein deutsch-amerikanischer Kolonist. Von 1689 an führte er einen als Leisler’s Rebellion bekannt gewordenen Aufstand im kolonialen New York an. Er übernahm die Kontrolle über die Kolonie, bis er gefangengesetzt und wegen Hochverrats verurteilt und hingerichtet wurde.

## Leben
Um 1640 wurde er in dem Dorf Bockenheim, heute ein Stadtteil von Frankfurt am Main, geboren als Sohn des reformierten Pfarrers Jaques (Jakob) Victorien Leisler (1606–1653) und der Susanne Adelheid geb. Wissenbach. Er wanderte 1660 in die niederländische Kolonie Nieuw Nederland (heute: New York) aus, heiratete eine reiche Witwe, beschäftigte sich mit Handel und brachte es in kurzer Zeit zu einem Vermögen. 1664 nahmen die Briten den Niederländern die Herrschaft über New York ab, nachdem eine Flotte Richard Nicolls’ die niederländische Kolonie bedroht hatte.
Leisler wurde dadurch Untertan der britischen Krone.
Die Glorreiche Revolution in England von 1688 teilte die Bevölkerung New Yorks in zwei deutlich voneinander zu unterscheidende Gruppen. Kleine Ladenbesitzer und Farmer, Seeleute, arme Handelsvertreter und Handwerker waren im Allgemeinen gegen die Patrizier, reichen Pelzhändler, Kaufleute, Rechtsanwälte und Offiziere der Krone eingestellt. Die erste Gruppe wurde von Leisler angeführt, während die zweite Gruppe ihre Führer in Peter Schuyler (1657–1724), Nicholas Bayard (ca. 1644–1707), Stephen van Cortlandt (1643–1700), William Nicolls (1657–1723) und anderen Repräsentanten der aristokratischen Familien des Hudson-Tals hatte.
Den Leislerianern wird eine größere Loyalität zur protestantischen Erbfolge nachgesagt. Als die Nachricht der Gefangennahme des Gouverneurs Edmund Andros in Massachusetts bekannt wurde, nahmen sie am 31. Mai 1689 das Fort James ein, benannten es in Fort William um und bekundeten ihre Bereitschaft, das Fort so lange zu halten, bis ein Gouverneur der neuen Herrschaft eingetroffen war. Die Aristokraten waren ebenfalls auf der Seite der Revolution, bevorzugten allerdings die Fortsetzung der Herrschaft Jakobs II., um dem Risiko einer herrscherlosen Zwischenregierungszeit aus dem Weg zu gehen.
Der Vize-Gouverneur (Lieutenant-Governor) Francis Nicholson stach am 24. Juni nach England in See. Eine Bürgerwehr der plebejischen Partei wurde gebildet und Leisler zu deren Chef ernannt. Im Dezember machte er sich zum Vize-Gouverneur kraft der Autorität eines Briefes der Heimatregierung an Nicholson, rief einen Rat ein und übernahm die Regierung der gesamten Provinz New York, um den Frieden und die Umsetzung der Gesetze Seiner Majestät in dieser Provinz zu gewährleisten.
Er lud zu dem ersten zwischenkolonialen Kongress in New York am 1. Mai 1690 ein, der eine konzertierte Aktion gegen die Franzosen und Indianer auf der Tagesordnung hatte. Colonel Henry Sloughter wurde am 3. September 1689 der eigentliche kommissarische Gouverneur, erreichte New York aber erst am 19. März 1691. In der Zwischenzeit landeten am 28. Januar 1691 Major Richard Ingoldsby und zwei Kompanien Soldaten und verlangten die Herausgabe des Forts. Leisler weigerte sich zu kapitulieren. Daraus folgte eine Attacke am 17. März, in deren Verlauf zwei Soldaten starben und zahlreiche verwundet wurden.
Als Sloughter zwei Tage später in New York eintraf, beeilte sich Leisler, das Fort und die Insignien der Macht an ihn zu übergeben. Leisler und sein Schwiegersohn Jacob Milbourne wurden des Hochverrats aufgrund ihres Ungehorsams gegen Major Richard Ingoldsby angeklagt, verurteilt und am 17. Mai hingerichtet. In Bezug auf die Fakten und die Bedeutung der kurzen Regentschaft Leislers in New York hat es unter Historikern zahlreiche Kontroversen gegeben.

### Leisler als Person der Geschichte
- Jerome R. Reich: Leisler’s Rebellion. A Study of Democracy in New York, 1674–1720. University of Chicago Press, Chicago IL 1953.
- Claudia Schnurmann: Die Rekonstruktion eines atlantischen Netzwerkes. Das Beispiel Jakob Leisler, 1660–1691. Ein Editionsprojekt. In: Jahrbuch für europäische Überseegeschichte. Band 2, 2002, S. 19–39, ISSN 1436-6371 (Beschreibung des internationalen, von der Deutschen Forschungsgemeinschaft geförderten Projekts einer zweibändigen Quellenedition von Dokumenten aus dem Umfeld Jakob Leislers).
- Antonia Kolb: Alte und neue Netzwerke einer historischen Forschung in Europa und Amerika: Familie Leisler. In: Neues Magazin für Hanauische Geschichte. Mitteilungen des Hanauer Geschichtsvereins. 2006, ZDB-ID 535233-2, S. 117–138.
- Hermann Wellenreuther: Niedergang und Aufstieg. Geschichte Nordamerikas vom Beginn der Besiedlung bis zum Ausgang des 17. Jahrhunderts (= Geschichte Nordamerikas in atlantischer Perspektive von den Anfängen bis zur Gegenwart, Band 1). Lit, Hamburg u. a. 2000, ISBN 3-8258-4447-1, S. 543–545: Aufstieg und Fall von Jakob Leisler.
- Hermann Wellenreuther (Hrsg.): Jacob Leisler’s Atlantic World in the Later Seventeenth Century. Essays on Religion, Militia, Trade, and Networks (= Atlantic Cultural Studies, Band 8). Lit, Berlin u. a. 2009, ISBN 978-3-643-10324-6.
- Leisler, Jacob. In: James Grant Wilson, John Fiske (Hrsg.): Appletons’ Cyclopædia of American Biography. Band 3: Grinnell – Lockwood. D. Appleton and Company, New York 1887, S. 681 (englisch, Volltext [Wikisource]).
- Jakob Leisler. In: Deutsch-amerikanische Geschichtsblätter 1913. S. 149 f.

### Leisler als literarische Figur
- Curt Langenbeck: Der Hochverräter. Tragisches Schauspiel. Albert Langen / Georg Müller, München 1938.
- Hans Friedrich Blunck: Kampf um Neuyork: die Geschichte des Pfälzers Jakob Leisler. Palladium, Heidelberg [1955].